# Merostenus phedyma
Merostenus phedyma är en stekelart som beskrevs av Walker 1837. Merostenus phedyma ingår i släktet Merostenus och familjen hoppglanssteklar. Inga underarter finns listade i Catalogue of Life.